# Maria Trost (München)

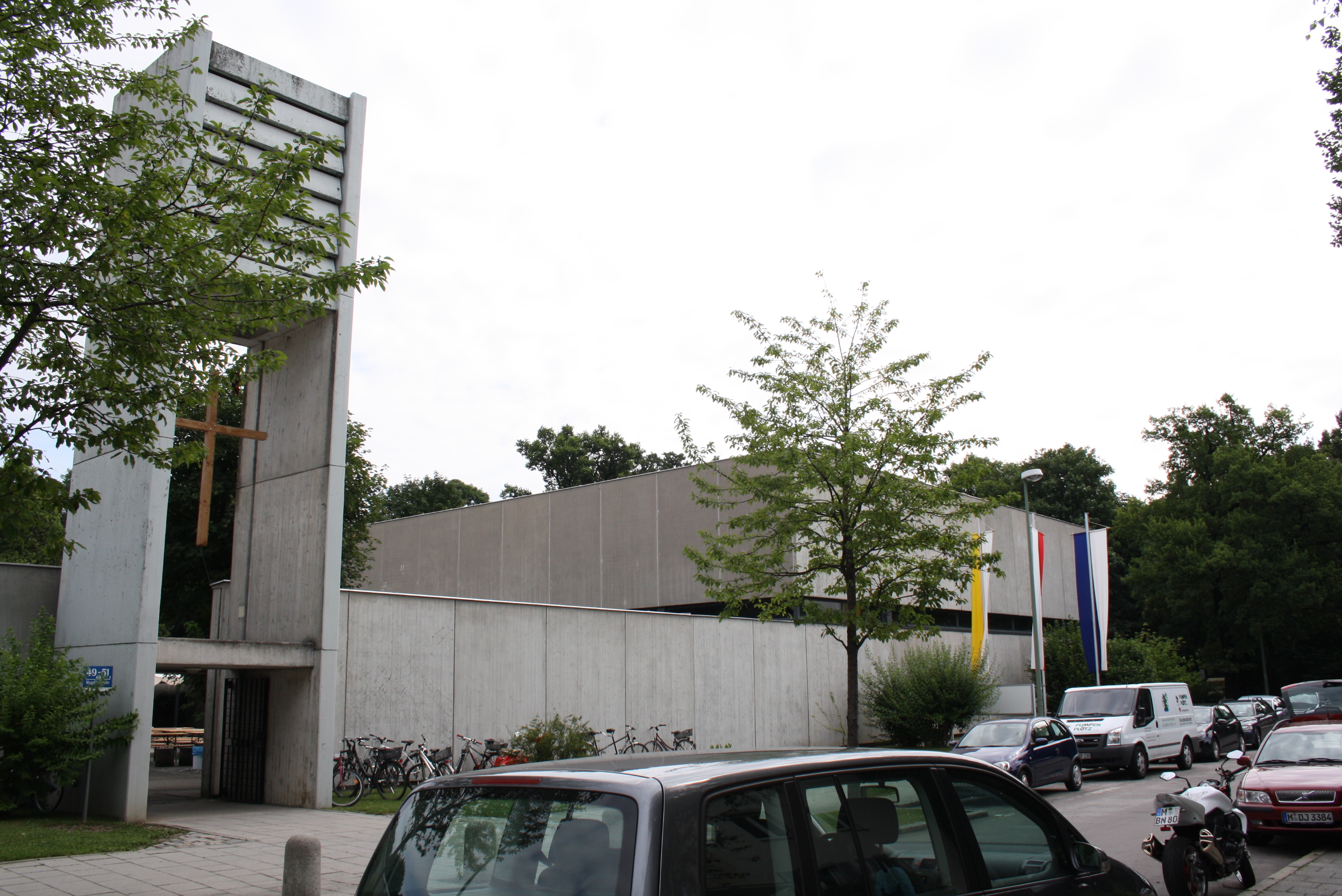

Maria Trost ist eine römisch-katholische Pfarrkirche in München. Sie liegt im Münchner Stadtteil Untermenzing im Stadtbezirk Allach-Untermenzing.

## Geschichte
Nach dem Zweiten Weltkrieg entstand südlich des Waldgebiets Angerlohe in Untermenzing eine Siedlung, in der heimatvertriebene Schlesier und Sudetendeutsche eine neue Heimat fanden. 1956 wurde für diese Siedlung eine Notkirche errichtet, die den Namen Maria Trost erhielt. Die Kuratie Maria Trost gehörte zunächst zur Pfarrei St. Martin.
Nach der Grundsteinlegung am 6. September 1970 wurde die neue, nach Plänen des Architekten Josef Jechart errichtete Kirche mit Pfarrzentrum am 16. April 1972 von Kardinal Julius Döpfner eingeweiht, und Maria Trost wurde eine eigenständige Pfarrei. Seit 2006 bildet Maria Trost zusammen mit St. Raphael einen Pfarrverband.

## Gebäude
Die Pfarrkirche und die Gebäude der Pfarrei sind um einen rechteckigen Innenhof von etwa 18 m mal 25 m gruppiert, dessen Längsachse in Nord-Süd-Richtung verläuft. Der Hof hat einen überdachten Umgang. Im Südwesten steht ein Glockenturm, durch den der Zugang von der Straße aus erfolgt. Im Osten schließt sich der quaderförmige Kirchbau aus den Materialien Beton, Stahl und Holz über einer Grundfläche von etwa 25 m mal 25 m an. Im Norden und Westen liegen eingeschossige Bauten, das Pfarrheim und ein Kindergarten. Das Pfarrhaus mit Pfarrbüro und zwei Wohnungen liegt westlich dieses Komplexes an der Straße.
Das Kirchengebäude ist im Innern nach den zentralen Gestaltungsideen „Alltag“ und „Gleichheit“ gestaltet. Der im Sinn von „Alltag“ nüchterne Raum ist mit horizontal verlaufenden Holzpaneelen getäfelt. Licht fällt durch ein ebenfalls horizontal verlaufendes Fensterband etwa auf halber Höhe des Baus ein. Im Sinne von „Gleichheit“ sind die Plätze der Gläubigen auf Stühlen um den erst seit 1989 leicht erhöhten Altartisch angeordnet – eher ungewöhnlich für eine katholische Kirche in Deutschland. Zur Ausstattung der modernen Kirche gehört eine etwa ein Meter hohe Madonnenstatue eines unbekannten Bildschnitzers aus der Zeit um 1450.